# Laci Mailey
Laci J. Mailey (Vancouver, Columbia Británica; 15 de noviembre de 1990) es una actriz canadiense.

## Biografía
Laci J Mailey nació en Canadá, pero vivió gran parte de su vida en Estados Unidos.  Participó en series televisivas como: Captain Starship y Sobrenatural, entre otras.  Protagonizó la película Throw Away People y luego Kimani Ray Smith la contrató para protagonizar la película de terror Evil Feed.

## Filmografía
| Películas   | Películas                   | Películas        | Películas                              |
| Año         | Título                      | Personaje        | Dirección                              |
| ----------- | --------------------------- | ---------------- | -------------------------------------- |
| 2011        | Tempo (cortometraje)        | Carly            | Christopher C. Fisher, Chris Heffernan |
| 2011        | The Hunt for the I-5 Killer | Samantha         | Allan Kroeker                          |
| 2012        | Gay Dude                    | Chica espuma     | Chris Nelson                           |
| 2012        | The Pregnancy Project       | Tyra Wilkins     | Norman Buckley                         |
| 2012        | Notes from the Heart Healer | Violet           | Douglas Barr                           |
| 2012        | Throw Away People           | Tomorrow         | David M. McLoughlin                    |
| 2013        | Evil Feed                   | Jenna            | Kimani Ray Smith                       |
| 2013        | Dead Letters                | Kelly            | Martha Williamson                      |
| Televisión  |                             |                  |                                        |
| Año         | Título                      | Personaje        | Notas                                  |
| 2011        | Captain Starship            | Vera             |                                        |
| 2012        | Fairly Legal                | Ashley Woods     |                                        |
| 2011        | Sobrenatural                | Emily            |                                        |
| 2012        | Arrow                       | Margo            | Piloto                                 |
| 2012        | Ring of Fire                | Katie            |                                        |
| 2012-2015   | Continuum                   | Christine Dillon | 2 episodios                            |
| 2012 - 2013 | Falling Skies               | Jeanne Weaver    | 12 episodios                           |
| 2012 - 2013 | Emily Owens, M.D.           | Kylie            | 3 episodios                            |
| 2015        | Supernatural                | Jenna Nickerson  | 3 episodios                            |
| 2015-2016   | The Romeo Section           | Sonya            | 7 episodios                            |
| 2016-2021   | Chesapeake Shores           | Jess O'Brien     | 38 episodios                           |